# Кюрдамир
Кюрдамир (азерб. Kürdəmir) — місто, адміністративний центр Кюрдамирського району Азербайджану. Місто розташоване на Кура-Араксинської низовини, на лівому березі річки Кури.

## Історія
Існує кілька версій про походження назви Кюрдамир. З однією з них топонім Кюрдамир означає «сміливий Дамир» або відважний Дамир (на ширванському діалекті слово Кюр означає сміливий, відважний, доблесний, а під словом Дамир розуміється лідер семи поселень, заснованих в районі сцчасного Кюрдамирського району ), за іншою версією — від Кюр Даймир («Куру не досягає») .
Село Кюрдамир входило до Геокчайського повіту Бакинської губернії та було однією зі станцій Закавказької залізниці . Село стало ареною бойових дій під час наступу Кавказької ісламської армії на Баку. Так 10-12 червня 1918 року збройні сили Бакради виступили у напрямку до Кюрдамира й після короткого бою захопили цей населений пункт, але вже 10 липня турецько-азербайджанські війська оволоділи ним .

## Населення
За даними всесоюзного перепису населення 1989 року в Кюрдамирі проживало 15 385 чоловік .

## Туризм
Нині в районі існує санаторій "Шафгат", шаховий клуб, Спортивно оздоровчий клуб "Тогрул". Є місткий футбольний стадіон й відповідно до указу Кабінету Міністрів у 2004-2008 роках у Кюрдамирі заплановано будівництво спорткомплексу, у цей час виділено землю для будівництва та йде підготовка будівельно-проектних документів. На території села Шигирли є житлове поселення "Гаратепе" й кладовище.

## Транспорт
Територією району проходить 43 км дороги 3 категорії Агсу - Кюрдамир - Бахрамтепе, 42 км дороги 2 категорії Алят - Газімагомет - Кюрдамир і частина залізниці Баку – Тбілісі завдовжки 44 км.

## Економіка
Місто є одним з центрів виноградарства та виноробства республіки. У місті розміщено виноробний і асфальтовий заводи.